# Kristin Grubka
Kristin Grubka (* 17. Dezember 1992) ist eine US-amerikanische Fußballspielerin.

## Karriere

### Verein
Während ihres Studiums an der Florida State University spielte Grubka von 2011 bis 2014 für die dortige Universitätsmannschaft der Florida State Seminoles. Anfang 2015 wurde sie beim College-Draft der NWSL in der zweiten Runde an Position zehn vom Sky Blue FC verpflichtet. Ihr Ligadebüt gab Grubka am 12. April 2015 gegen den amtierenden Meister FC Kansas City. Vor der Saison 2017 wurde sie aus dem Kader des Sky Blue FC gestrichen.

### Nationalmannschaft
Im Sommer 2013 wurde Grubka erstmals in den Kader der US-amerikanischen U-23-Nationalmannschaft berufen, für die sie Anfang 2015 im Rahmen des Sechs-Nationen-Turniers in La Manga einmalig zum Einsatz kam.